# Купреянов, Николай Николаевич
Никола́й Никола́евич Купрея́нов (1894—1933) — российский, советский художник-график, мастер рисунка, ксилографии и литографии, книжной графики, педагог.

## Биография
Родился во Влоцлавске (ныне Влоцлавек, Польша) в семье потомственных дворян. Отец — Николай Николаевич Купреянов (1864—1925), в 1911—1917 — сувалкский губернатор. Мать — Мария Геннадиевна Купреянова, урожд. Мя́гкова (1866—1941). Н. Н. Купреянов — троюродный племянник поэта Серебряного века Михаила Кузмина и внучатый племянник публициста Н. К. Михайловского.
Окончил Тенишевское училище (1912) и юридический факультет Санкт-Петербургского университета (1916). Одновременно занимался в частных студиях Д. Н. Кардовского (1912—1914) и К. С. Петрова-Водкина (1915—1916). В 1915 году несколько месяцев брал уроки техники гравюры на дереве у А. П. Остроумовой-Лебедевой.
В 1917 году служил в действующей армии вольноопределяющимся лейб-гвардии 1-го Мортирного артиллерийского дивизиона, участвовал в боевых действиях на Волыни и в Галиции. В том же году был принят в Константиновское артиллерийское училище, где до октябрьского переворота 1917 года проходил курс ускоренной подготовки.
Одновременно с 1917 года начал участвовать в художественных выставках. В 1918-м Румянцевский музей приобрел несколько гравюр Купреянова. С 1918 года начал сотрудничать с издательствами.
В 1919-м по приглашению отдела ИЗО Наркомпроса руководил графической мастерской в бывшей Школе Общества поощрения художеств; одновременно преподавал рисунок в Петроградском Высшем институте фотографии и фототехники. В том же году преподавал гравюру в Государственных трудовых учебных мастерских декоративных искусств (бывшее Училище технического рисования барона Штиглица).
В 1920—1921 работал в Костроме уполномоченным отдела ИЗО Наркомпроса по делам Костромских Государственных свободных художественных мастерских. Руководил графической мастерской, преподавал рисунок. Организовал в Костроме Музей Живописной культуры (1920).
В 1921 году переехал в Москву. В сентябре 1921-го зачислен во ВХУТЕМАС «профессором и заведующим лабораторией шрифта». В 1922—1923 гг. профессор и заведующий лабораторией книги. Преподаватель литографского отделения (1923—1924), заместитель заведующего литографским отделением (1924—1926); с мая 1926 года — профессор по курсу литографии, заведующий литографским отделением. С 1926 преподавал рисунок на литографском и фотомеханическом отделениях.
В феврале 1929-го лишен избирательных прав «как бывший дворянин, крупный помещик, владевший имением свыше 1000 десятин земли и сын губернатора», в связи с чем был отчислен из ВХУТЕИНа (как именовался ВХУТЕМАС с 1927 года) и в марте 1929 г. прекратил руководство литографским отделением полиграфического факультета.
С 1928 преподавал рисунок на Изоотделении Единого художественного рабфака (Рабфак Искусств).
В 1921—1929 Купреянов ежегодно приезжает в усадьбу Селище Костромского уезда, принадлежавшую до 1917-го его предкам с материнской стороны (часть усадебного дома оставалась во владении семьи до конца 1930 года); делает зарисовки, которые к середине 1920-х приведут к созданию обширных графических серий «Стада» и «Вечера в Селище», признанных позже шедеврами русской графики.
В 1925 году Н. Н. Купреянову за гравюры на дереве присуждена Золотая медаль на Международной выставке декоративных искусств в Париже.
В том же 1925-м вступает в Общество станковистов (ОСТ).
В 1927-м — первая персональная выставка в Картинной галерее Татарской АССР, издан каталог с вступительной статьёй А. А. Федорова-Давыдова (Казань, 1927). Представлено более 220 произведений — гравюры, литографии и рисунки (1916—1927).
В 1928-м участвовал в Выставке художественных произведений к десятилетнему юбилею Октябрьской революции (Москва) сериями работ «Завод», «Морской транспорт» и «Железнодорожные пути» (1926—1927), где получил первую премию.
В 1928-м по командировке Наркомпроса посетил (вместе с художниками П. В. Вильямсом и Ю. И. Пименовым) Германию и Италию.
В марте 1930-го был арестован ОГПУ по доносу о связях с белоэмигрантами и группой монархистов, две недели провел в заключении на Лубянке, но был выпущен как не являющийся «социально-опасным элементом».
В 1930—1931 был в творческих командировках от Всекохудожника (Всероссийское кооперативное объединение «Художник») на рыбных промыслах Каспийского моря. Исполнил серии акварелей, вел графический дневник, один из двух томов которого был факсимильно издан посмертно.
В 1932-м был в командировке от ИЗОГИЗа в деревне Казановка Московской области, колхоз «Трудовик»; командирован на корабли Балтфлота, где работал над рисунками и акварелями (позднее исполнил ряд литографий на ту же тему) к выставке «15 лет РККА» (1933).
В 1932—1933 — доцент Московского полиграфического института, преподавал рисунок.
В конце июля 1933 года в возрасте 39 лет Н. Н. Купреянов утонул в подмосковной речке Уча. Похоронен в Москве на Новодевичьем кладбище (2 уч., 7 ряд.).

## Семья
- Первая жена — Наталья Сергеевна Изнар (01.02.1893-10.07.1967), художник[5].
- Вторая жена — Вера Яковлевна Каган-Шабшай (1905-08.04.1988), хореограф.
- Дочь от первого брака Вера Николаевна Купреянова (1916—1934)[6].
- Сын от второго брака — Яков Николаевич Купреянов (08.09.1932-25.03.2006) — скульптор, заслуженный художник РФ. Автор надгробного памятника Н. Н. Купреянову (архитектор Ю. Баданов) на Новодевичьем кладбище.

## Творчество
Купреянов начинал творческий путь с гравюры на дереве, в которой стал одним из ведущих мастеров (художественная критика 1920-х называла его имя в одном ряду с В. А. Фаворским и А. И. Кравченко). В начале 1920-х испытал влияние левого искусства. Добившись в гравюре на дереве значительных достижений, в середине 1920-х Купреянов переключился на работу в станковом рисунке, снискав в этой области большую известность. Художественный критик и искусствовед А. М. Эфрос в статье «Н. Купреянов и его дневники» (1937) назвал художника «одним из самых больших наших рисовальщиков — может быть, самым одаренным». К одним из наиболее известных графических серий (рисунки и акварели) Николая Купреянова относятся: «Стада», «Вечера в Селище»,«Тюрчанки», «Рыбные промыслы».
Николай Купреянов создал новый жанр в истории изобразительного искусства — графический дневник художника. Его каспийские «Дневники художника» вошли в историю отечественного изобразительного искусства в качестве классических произведений. Они хранятся в Отделе рисунка Гравюрного кабинета ГМИИ им. А. С. Пушкина. Многие зарисовки из этих дневников разошлись на репродукции в учебниках по рисунку.
В книжной графике среди значительных работ Купреянова можно назвать: «Сказка о Пете, толстом ребенке, и о Симе, который тонкий» В. Маяковского (1925), «Спор между домами» Н. Агнивцева (1925), «Зверинец» Б. Пастернака (1929) и др. Купреянову принадлежит оформление программных сборников Литературного центра конструктивистов (ЛЦК): «Мена всех» (1924), «Госплан литературы» (1925), «Бизнес» (1929).

## Музеи
Н. Н. Купреянов оставил после себя большое количество рисунков и гравюр, многие из которых хранятся в ведущих музеях России и за рубежом.
- Государственная Третьяковская галерея
- Государственный Русский музей
- ГМИИ им. Пушкина

## Выставки
Персональные и групповые выставки:
- 1925 — Выставка рисунков группы художников: Л. А. Бруни, Н. Н. Купреянова, В. В. Лебедева, П. И. Львова, П. В. Митурича, В. Е. Татлина, Н. А. Тырсы, Гос. Цветковская галерея, Москва.
- 1927 — Выставка «Николай Николаевич Купреянов». Картинная галерея Татарской АССР, Казань.
- 1933—1934 — Посмертная выставка «Николай Николаевич Купреянов (1894—1933)» в выставочном зале «Всекохудожник» (Кузнецкий мост, 11), Москва.
- 1958 — Выставка произведений художников Л. А. Бруни, Н. Н. Купреянова, П. В. Митурича. Московский дом художника.
- 1984 — Выставка Н. Н. Купреянова к 90-летию со дня рождения в ГМИИ им. А. С. Пушкина. Из собрания ГМИИ им. А. С. Пушкина, Государственной Третьяковской галереи и из собрания Якова Николаевича Купреянова.
- 1996 — Выставка Н. Н. Купреянова к 100-летию со дня рождения в ГТГ на Крымском валу. Из собрания ГМИИ им. А. С. Пушкина, Государственной Третьяковской галереи и из собрания Якова Николаевича Купреянова.